# Мэтьюз, Гаррисон
Гаррисон Мэтьюз (англ. Garrison Mathews; род. 24 октября 1996 года, Франклин, Теннесси) — американский баскетболист, выступающий на позиции атакующего защитника. Игрок клуба НБА «Атланта Хокс».

## Старшая школа и колледж
Гаррисон Мэтьюз родился 24 октября 1996 года в Франклине, штат Теннесси. Учился в старшей школе города, где играл в баскетбол и американский футбол. В 2015 году поступил в Липскомбский университет, где продолжил играть в баскетбол. Установил рекорды команды по очкам в одном матче Первого дивизиона NCAA (43), по очкам за карьеру (2478) и по количеству трёхочковых за карьеру. На третьем курсе, набирая в среднем 20,8 очков за игру, вывел «Бизонс» в Мартовское безумие (впервые в истории университета). В выпускной год был назван игроком года конференции Atlantic Sun.

## Профессиональная карьера
Выставлялся на драфт НБА 2019 года, но был не выбран. 21 июня подписал двухсторонний контракт c «Вашингтон Уизардс». В сезоне 2019/20 выступал за аффилированный клуб Джи-Лиги «Кэпитал-Сити Гоу-Гоу». В НБА дебютировал 23 октября в игре с «Даллас Мэверикс», проведя на паркете минуту и отличившись передачей. 30 декабря оформил карьер-хай, набрав 28 очков и 4 подбора в матче против «Майами Хит».
28 сентября 2021 года подписал контракт с «Бостон Селтикс», но 16 октября, по окончании тренировочного лагеря, был выставлен на вейвер. Спустя два дня подписал двухсторонний контракт с «Хьюстон Рокетс», согласно которому также выступал за «Рио-Гранде Вэллей Вайперс». За «Хьюстон» дебютировал 16 ноября в игре с «Мемфис Гриззлис», набрав 7 очков, подбор и ассист за 15 минут. 18 декабря контракт с игроком был изменён на стандартный.
9 февраля 2023 года вместе с Бруну Фернанду был обменян в «Атланта Хокс» на Джастина Холидея, Фрэнка Камински и два будущих пика второго раунда. Дебютировал 16 февраля в матче против «Нью-Йорк Никс», набрав три очка и один подбор за четыре минуты.

## Статистика

### Статистика в НБА
| Сезон                                                                                    | Команда   | Регулярный сезон | Регулярный сезон | Регулярный сезон | Регулярный сезон | Регулярный сезон | Регулярный сезон | Регулярный сезон | Регулярный сезон | Регулярный сезон | Регулярный сезон | Регулярный сезон | Серия плей-офф | Серия плей-офф | Серия плей-офф | Серия плей-офф | Серия плей-офф | Серия плей-офф | Серия плей-офф | Серия плей-офф | Серия плей-офф | Серия плей-офф | Серия плей-офф |
| Сезон                                                                                    | Команда   | GP               | GS               | MPG              | FG%              | 3P%              | FT%              | RPG              | APG              | SPG              | BPG              | PPG              | GP             | GS             | MPG            | FG%            | 3P%            | FT%            | RPG            | APG            | SPG            | BPG            | PPG            |
| ---------------------------------------------------------------------------------------- | --------- | ---------------- | ---------------- | ---------------- | ---------------- | ---------------- | ---------------- | ---------------- | ---------------- | ---------------- | ---------------- | ---------------- | -------------- | -------------- | -------------- | -------------- | -------------- | -------------- | -------------- | -------------- | -------------- | -------------- | -------------- |
| 2019/20                                                                                  | Вашингтон | 18               | 0                | 12,6             | 42,9             | 41,3             | 91,2             | 1,3              | 0,6              | 0,4              | 0,1              | 5,4              | Не участвовал  | Не участвовал  | Не участвовал  | Не участвовал  | Не участвовал  | Не участвовал  | Не участвовал  | Не участвовал  | Не участвовал  | Не участвовал  | Не участвовал  |
| 2020/21                                                                                  | Вашингтон | 64               | 24               | 16,2             | 40,9             | 38,4             | 88,4             | 1,4              | 0,4              | 0,5              | 0,1              | 5,5              | 3              | 0              | 5,7            | 0,0            | 0,0            | 80,0           | 0,7            | 0,0            | 0,0            | 0,0            | 1,3            |
| 2021/22                                                                                  | Хьюстон   | 65               | 33               | 26,3             | 39,9             | 36,0             | 79,4             | 2,9              | 1,0              | 0,8              | 0,3              | 10,0             | Не участвовал  | Не участвовал  | Не участвовал  | Не участвовал  | Не участвовал  | Не участвовал  | Не участвовал  | Не участвовал  | Не участвовал  | Не участвовал  | Не участвовал  |
| 2022/23                                                                                  | Хьюстон   | 45               | 0                | 13,4             | 35,3             | 34,2             | 91,1             | 1,4              | 0,5              | 0,5              | 0,1              | 4,8              | Не участвовал  | Не участвовал  | Не участвовал  | Не участвовал  | Не участвовал  | Не участвовал  | Не участвовал  | Не участвовал  | Не участвовал  | Не участвовал  | Не участвовал  |
| 2022/23                                                                                  | Атланта   | 9                | 0                | 9,4              | 41,9             | 40,0             | 87,5             | 1,2              | 0,3              | 0,1              | 0,1              | 4,8              | Не участвовал  | Не участвовал  | Не участвовал  | Не участвовал  | Не участвовал  | Не участвовал  | Не участвовал  | Не участвовал  | Не участвовал  | Не участвовал  | Не участвовал  |
| 2023/24                                                                                  | Атланта   | 66               | 5                | 15,0             | 45,6             | 44,0             | 81,0             | 1,4              | 0,6              | 0,3              | 0,1              | 4,9              | Не участвовал  | Не участвовал  | Не участвовал  | Не участвовал  | Не участвовал  | Не участвовал  | Не участвовал  | Не участвовал  | Не участвовал  | Не участвовал  | Не участвовал  |
|                                                                                          | Всего     | 267              | 62               | 17,4             | 40,7             | 38,1             | 84,2             | 1,7              | 0,6              | 0,5              | 0,2              | 6,3              | 3              | 0              | 5,7            | 0,0            | 0,0            | 80,0           | 0,7            | 0,0            | 0,0            | 0,0            | 1,3            |
| Наведите курсор мыши на аббревиатуры в заголовке таблицы, чтобы прочесть их расшифровку. |           |                  |                  |                  |                  |                  |                  |                  |                  |                  |                  |                  |                |                |                |                |                |                |                |                |                |                |                |

### Статистика в NCAA
| Сезон | Команда  | Conf  | Class | GP  | GS  | MPG  | FG%  | 3P%  | FT%  | RPG | APG | SPG | BPG | PPG  |
| --- | -------- | ----- | ----- | --- | --- | ---- | ---- | ---- | ---- | --- | --- | --- | --- | ---- |
| 2015/16 | Липскомб | ASUN  | FR    | 33  | 12  | 20,8 | 40,3 | 34,9 | 73,2 | 3,4 | 1,5 | 0,8 | 0,2 | 10,9 |
| 2016/17 | Липскомб | ASUN  | SO    | 32  | 32  | 31,3 | 45,8 | 35,2 | 72,6 | 5,6 | 2,3 | 0,8 | 0,2 | 20,4 |
| 2017/18 | Липскомб | ASUN  | JR    | 33  | 32  | 30,4 | 46,5 | 38,1 | 79,9 | 5,5 | 1,8 | 1,0 | 0,3 | 21,7 |
| 2018/19 | Липскомб | ASUN  | SR    | 36  | 36  | 30,1 | 44,3 | 40,3 | 86,0 | 5,5 | 1,9 | 0,8 | 0,3 | 20,8 |
| Всего | Всего    | Всего | Всего | 142 | 133 | 32,4 | 51,5 | 32,9 | 72,9 | 6,0 | 1,7 | 1,2 | 0,4 | 12,8 |
| Наведите курсор мыши на аббревиатуры в заголовке таблицы, чтобы прочесть их расшифровку Статистика приведена с сайта sports-reference.com |          |       |       |     |     |      |      |      |      |     |     |     |     |      |